# Rowe Racing

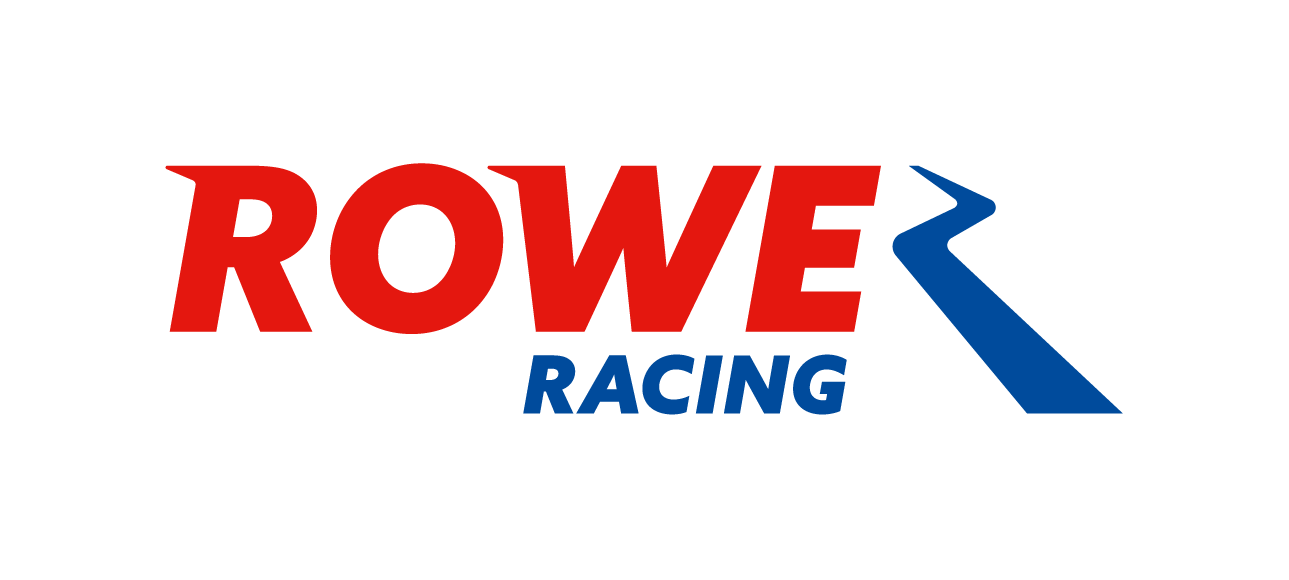
Logo von Rowe Racing

Rowe Racing (Eigenschreibweise: ROWE RACING) ist das Motorsport-Team des Mineralölherstellers Rowe Mineralölwerk GmbH. Seit 2011 startet Rowe Racing in der VLN Langstreckenmeisterschaft Nürburgring (seit 2020 Nürburgring Langstrecken-Serie) mit dem 24-Stunden-Rennen auf dem Nürburgring. Im Jahr 2014 ging Rowe Racing bei den ADAC GT Masters an den Start. Die Saison 2021 bestritt Rowe Racing in der DTM mit den Piloten Timo Glock und Sheldon van der Linde. Seit 2015 fährt Rowe Racing neben dem Programm am Nürburgring in der Blancpain GT Serie bzw. der GT World Challenge Europe. Nach fünf Jahren als Mercedes-Benz-Kundenteam startet Rowe seit 2016 als werksunterstütztes BMW-Team und setzte bis 2021 den BMW M6 GT3 ein. Seit der Saison 2022 fährt das Team das Nachfolgefahrzeug BMW M4 GT3.

## Unternehmen

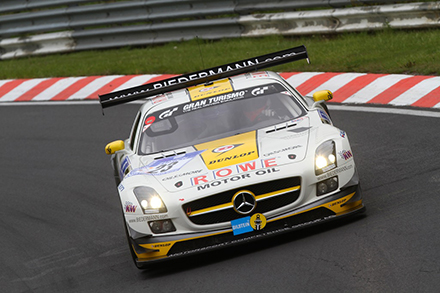
Der Rowe Racing-Mercedes SLS AMG GT3 beim 41. ADAC Zurich 24h Rennen auf dem Nürburgring

Das Team wurde 2011 von Michael Zehe und Hans-Peter Naundorf gegründet. Der operative Einsatz des Rennteams wird von der Motorsport Competence Group AG (MCG AG) mit Sitz in St. Ingbert betrieben. Die Motorsport Competence Group AG versteht sich als Dienstleister und industrieller Entwicklungspartner für die Bereiche Automotive und Racing.

## Fahrzeuge
Von 2011 bis 2015 setzte die MCG AG bei einer Vielzahl ihrer Projekte bis zu vier Mercedes-Benz SLS-AMG-GT3-Rennfahrzeuge erfolgreich ein. Seit Beginn der Saison 2016 setzte die MCG AG zwei neu entwickelte BMW M6 GT3 in verschiedenen Rennserien ein. Das Siegerauto der 24 Stunden von Spa 2016 wurde nach dem Erfolg aus dem Renneinsatz zurückgezogen, im Zustand der Zieldurchfahrt konserviert und dient seitdem als Ausstellungsstück. In der Saison 2019 setzte Rowe im Endurance-Cup der Blancpain-GT-Serie zwei Porsche 911 GT3 R ein. Bei den 24 Stunden von Spa-Francorchamps wurde das Aufgebot durch einen weiteren 911 GT3 R verstärkt. Seit der Saison 2022 ist das neue Rennfahrzeug der BMW M4 GT3, der auf dem BMW M4 Competition basiert.

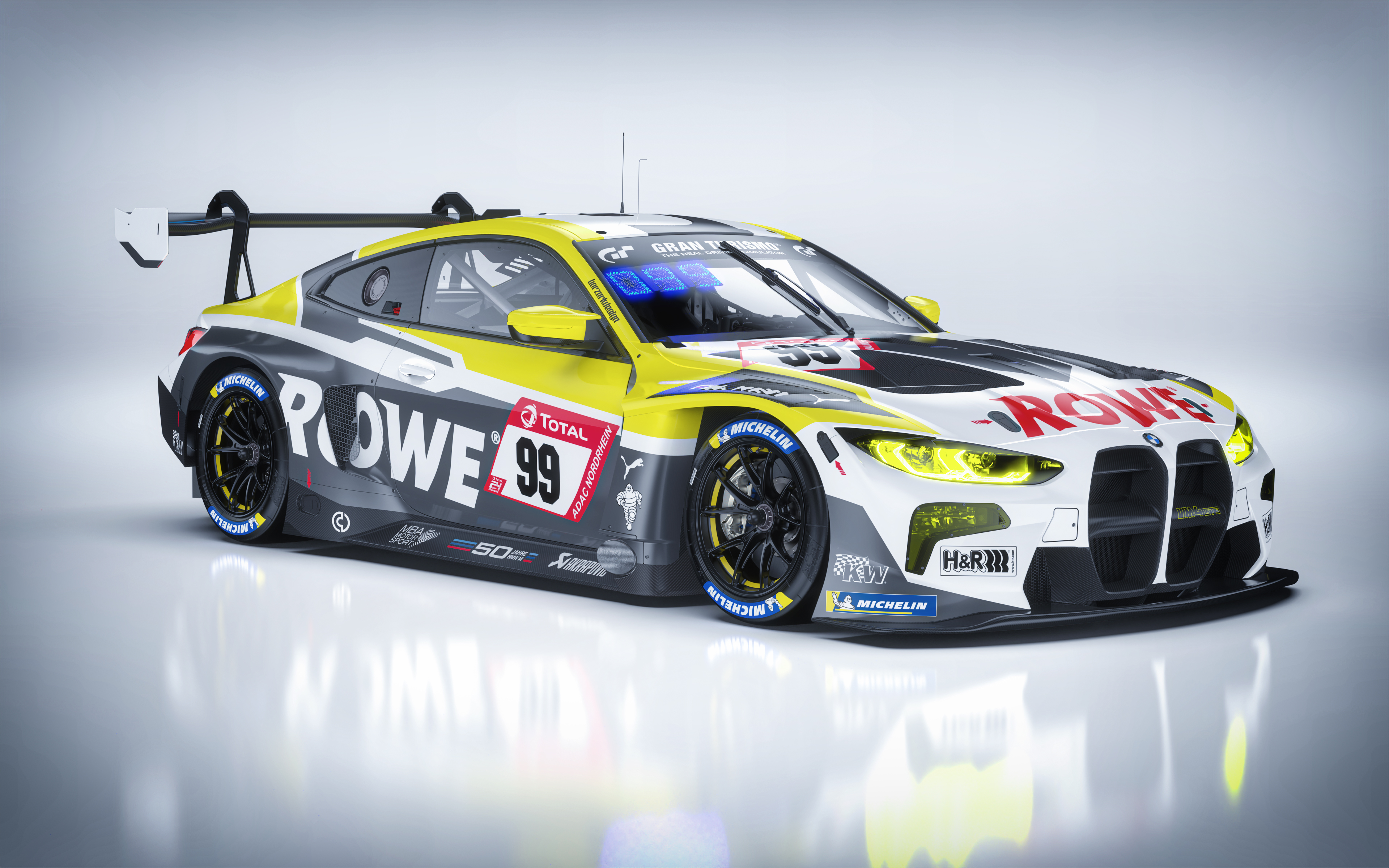
Seit der Saison 2022 fährt Rowe Racing mit dem BMW M4 GT3.

## Erfolge

### 2025
- 1. Platz bei der ADAC 24h Nürburgring
- 2. Platz beim den Crowdstrike 24 Stunden von Spa

### 2024
- Platz 1 Fanatec GT World Challenge Europe in Le Castellet[5]
- Platz 2 und Platz 4 bei der ADAC 24h Nürburgring Qualifiers[6]

### 2023
- Platz 1 bei der 68. ADAC Westfalenfahrt (NLS 1)[7]
- Platz 1 und Platz 2 bei der Fanatec GT World Challenge Europe in Monza[8]
- Platz 2 beim ADAC 24-Stunden-Rennen auf dem Nürburgring[9]
- Platz 1 beim 24-Stunden-Rennen von Spa-Francorchamps[10]

### 2022
- Platz 1 bei der 53. Adenauer ADAC Rundstrecken‑Trophy (NLS 3)[11]
- Plätze 5 und 6 beim 24-Stunden-Rennen von Spa-Francorchamps[12]

### 2021
- Platz 2 beim 24-Stunden-Rennen auf dem Nürburgring mit dem BMW M6 GT3

### 2020
- Platz 1 beim ADAC 24h Rennen Nürburgring[13]
- Platz 1 beim Total 24h Rennen Spa

### 2019
- Platz 1 bei der 65. ADAC Westfalenfahrt (VLN 1)
- Platz 3 bei der 65. ADAC Westfalenfahrt (VLN 1)[14]
- Platz 2 beim ADAC 24h Qualifikationsrennen Nürburgring
- Platz 3 beim ADAC 24h Qualifikationsrennen Nürburgring[15]
- Platz 2 beim Total 24h Rennen von Spa-Francorchamps
- Platz 5 beim Total 24h Rennen von Spa-Francorchamps
- Platz 7 beim Total 24h Rennen von Spa-Francorchamps[16]
- Platz 2 beim FIA GT Worldcup Macau
- Platz 3 beim FIA GT Worldcup Macau[17]

### 2018
- Platz 1  beim 43. DMV 4-Stunden-Rennen  (VLN 2)
- Platz 2 beim ADAC 24h Qualifikationsrennen Nürburgring
- Platz 2 beim Total 24h Rennen von Spa-Francorchamps
- Platz 2 beim ROWE 6 Stunden ADAC Ruhr-Pokal-Rennen (VLN 5)
- Platz 4 beim 43. DMV Münsterlandpokal (VLN 9)

### 2017
- Platz 2 beim 45. ADAC Zurich 24h Rennen auf dem Nürburgring
- Platz 2 Blancpain Sprint Cup Qualifikationsrennen in Brands Hatch
- Platz 5 Blancpain Sprint Cup in Brands Hatch
- Platz 4 Blancpain Sprint Cup am Nürburgring

### 2016
- Platz 5 beim 44. ADAC Zurich 24h Rennen auf dem Nürburgring
- Platz 3 Blancpain Sprint Series in Misano
- Platz 3 beim 24h Qualifikationsrennen Nürburgring
- Platz 1 beim 68. 24H Rennen von Spa-Francorchamps
- Platz 2 beim DMV 250-Meilen-Rennen
- Außerdem mehrere Top-10-Platzierungen in der VLN und Blancpain GT Series

### 2015
- Platz 1 und 3 bei der 61. ADAC Westfalenfahrt
- Platz 3 beim 40. DMV 4h Rennen
- Platz 1 beim 38. RCM DMV Grenzlandrennen
- Außerdem mehrere Top-10-Platzierungen in der VLN und Blancpain Endurance Series

### 2014
- Platz 3 beim 42. ADAC Zurich 24h Rennen auf dem Nürburgring
- Platz 3 beim 37. RCM DMV Grenzlandrennen
- Platz 1 beim Opel 6h ADAC Ruhr-Pokal-Rennen
- Platz 1 beim ROWE DMV 250-Meilen-Rennen
- Außerdem mehrere Top-10-Platzierungen in der VLN und den ADAC GT Masters

### 2013
- Platz 3 und 4 beim 41. ADAC Zurich 24h Rennen auf dem Nürburgring
- Platz 1 beim Opel 6 Stunden ADAC Ruhr-Pokal-Rennen
- Außerdem mehrere Top-10-Platzierungen in der VLN

### 2012
- Siege:
  - 52. ADAC Reinoldus-Langstreckenrennen
  - 6h ADAC Ruhr-Pokal-Rennen
- Podiumsränge:
  - 2. Platz bei der 43. Adenauer ADAC Rundstrecken-Trophy
  - 3. Platz beim 35. RCM DMV Grenzlandrennen
  - 3. Platz beim ROWE DMV 250-Meilen-Rennen
- Außerdem elf Top-10-Platzierungen in der VLN und ein 10. Gesamtplatz beim 40. ADAC Zurich 24h Rennen auf dem Nürburgring

### 2011
- Sieg beim 34. RCM DMV Grenzlandrennen
- Außerdem mehrere Top-10-Platzierungen in der VLN und eine Top-20-Platzierung beim 39. ADAC Zurich 24h Rennen auf dem Nürburgring